# Zemitrella attenuata
Zemitrella attenuata är en snäckart som beskrevs av Powell 1940. Zemitrella attenuata ingår i släktet Zemitrella och familjen Columbellidae. Inga underarter finns listade i Catalogue of Life.